# Conus mercator
Conus mercator – gatunek ślimaka z rodziny stożków.

## Taksonomia
Gatunek opisał Karol Linneusz w roku 1758 pod nazwą Lautoconus mercator.

## Charakterystyka
Długość muszli lektotypu wynosi 24 mm, szerokość 13,5 mm. Ogólnie długość muszli wynosi 20-55 mm. Muszla ma barwę żółtawą lub szarawą, często z dwoma kasztanowymi pasami biegnącymi w jej poprzek, wypełnionymi przez białe plamy (tworzą efekt siatkowania).

## Występowania, status
Conus mercator jest gatunkiem endemicznym dla Senegalu, gdzie zasiedla jedynie zachodnie wybrzeże Przylądka Zielonego na odcinku około 22 km. Ponieważ wody w tym obszarze są zanieczyszczone, a gatunek jest zbierany przez kolekcjonerów muszli, otrzymał status zagrożonego wyginięciem (EN, Endangered).